# کاتارینا تیگاما
کاتارینا تیگاما (انگلیسی: Katarina Timglas؛ زادهٔ ۲۴ نوامبر ۱۹۸۵) بازیکن هاکی روی یخ اهل سوئد است.